# Chelsea Gray
Chelsea Nichelle Gray (ur. 8 października 1992 w Hayward) – amerykańska koszykarka, występująca na pozycjach rozgrywającej, reprezentantka kraju, obecnie zawodniczka Las Vegas Aces, w WNBA.
W 2010 została wybrana California Miss Basketball oraz zawodniczką roku przez Gatorade. Wystąpiła w meczu gwiazd amerykańskich szkół średnich WBCA High School All-America Game, gdzie została wybrana MVP drużyny czerwonych. Poprowadziła swoją szkolną drużynę do mistrzostwa stanu klasy 6A, zdobywając tytuł MVP turnieju.
28 lutego 2020 podpisała kolejną umowę z Los Angeles Sparks.
29 stycznia 2021 została zawodniczką Las Vegas Aces.

## Osiągnięcia

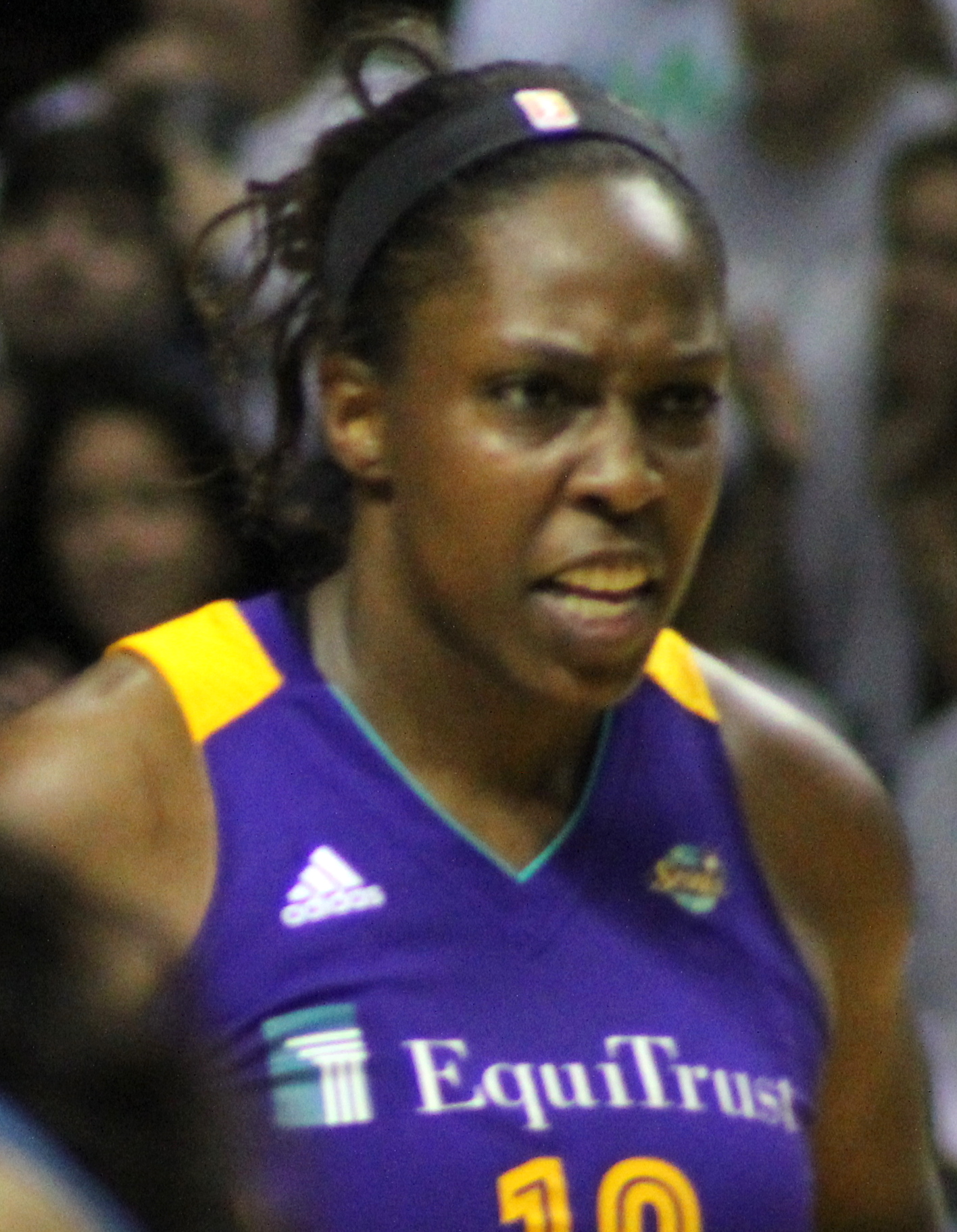
Gray w barwach Los Angeles Sparks podczas finałów WNBA 2017.

Stan na 27 lipca 2021, na podstawie, o ile nie zaznaczono inaczej.

### NCAA
- Uczestniczka:
  - rozgrywek Elite 8 turnieju NCAA (2011–2013)
  - turnieju NCAA (2011–2014)
- Mistrzyni:
  - sezonu zasadniczego konferencji Atlantic Coast (ACC – 2011–2013)
  - turnieju konferencji ACC (2011, 2013)
- Zawodniczka roku ACC (2013)
- MVP turnieju Women of Troy Classic (2013)
- Zaliczona do:
  - I składu:
    - All-American (2012 przez USBWA)
    - ACC (2012, 2013)
    - defensywnego ACC (2013)
    - najlepszych pierwszorocznych zawodniczek ACC (2011)
    - All-ACC Academic Team (2013, 2014)
    - turnieju:
      - Fresno Regional (2012)
      - Junkanoo Jam (2012)

  - II składu:
    - All-American (2013 przez Associated Press, WBCA)
    - turnieju ACC (2011, 2012)

  - III składu All-American (2013 przez Full Court)
  - składu honorable mention ACC (2011)

### WNBA
- Mistrzyni WNBA (2016)
- Wicemistrzyni WNBA (2017)
- Zdobywczyni pucharu WNBA Commissioner's Cup (2022)[5]
- MVP pucharu WNBA Commissioner's Cup (2022)
- Uczestniczka meczu gwiazd:
  - WNBA (2017, 2018, 2019[6])
  - kadra USA vs gwiazdy WNBA (2021)[7]
- Zaliczona do:
  - I składu WNBA (2019)[8]
  - II składu WNBA (2017)
- Liderka WNBA w skuteczności rzutów za 3 punkty (2017)[9]

### Reprezentacja
- Mistrzyni olimpijska (2020[10], 2024[11])

### Inne
Drużynowe
- Mistrzyni Hiszpanii (2015)
- Wicemistrzyni Eurocup (2017)
- Zdobywczyni:
  - Pucharu Hiszpanii (2021)
  - Superpucharu Hiszpanii (2015)

Indywidualne
- MVP:
  - Pucharu Hiszpanii (2021)
  - Superpucharu Hiszpanii (2015)
- Liderka strzelczyń ligi izraelskiej (2015)